# Geoff Johns

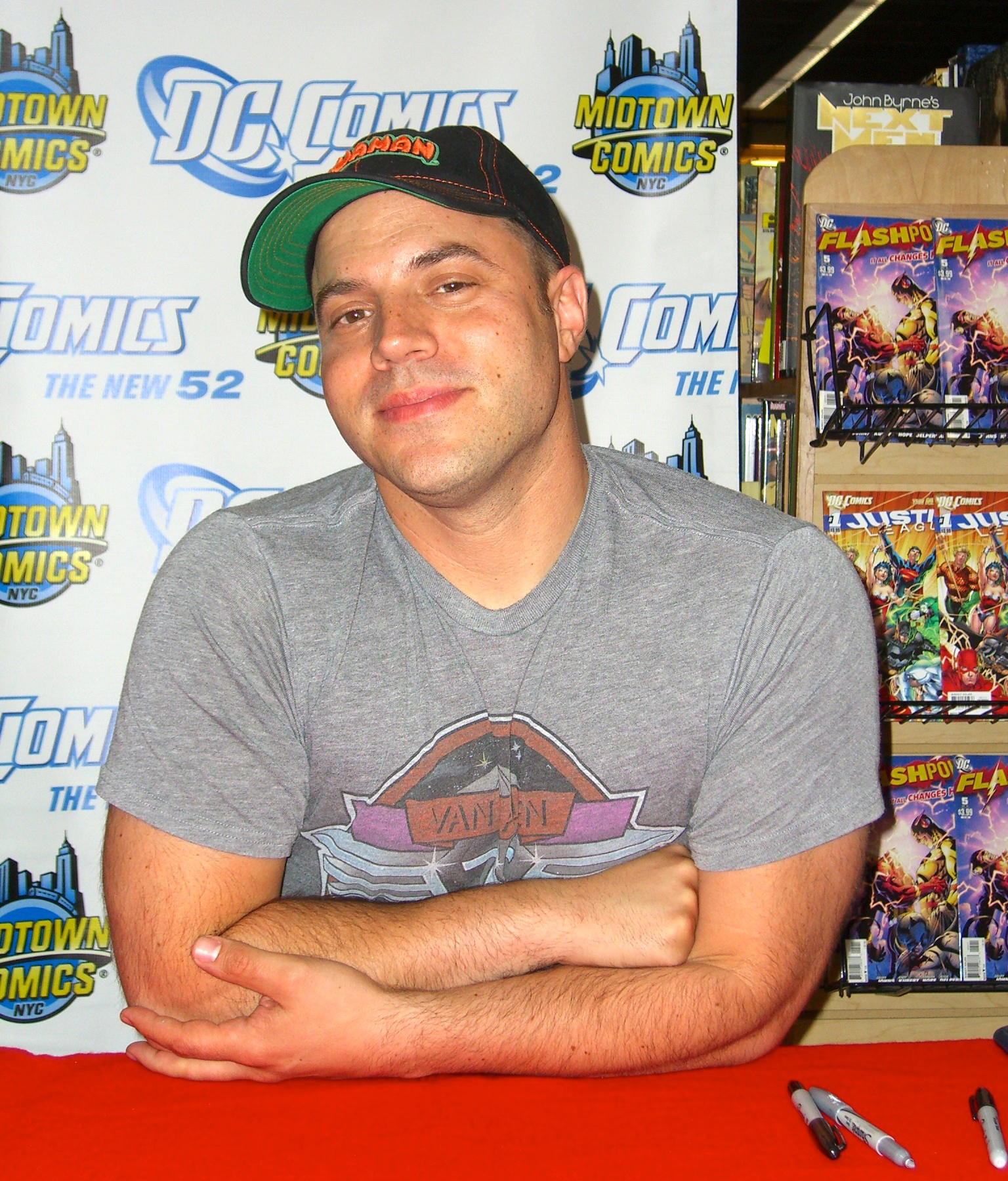
Geoff Johns (2011)

Geoff Johns (* 25. Januar 1973 in Detroit, Michigan) ist ein US-amerikanischer Comicautor, Filmproduzent und Drehbuchautor. Bis zum Jahr 2018 war er Präsident und Chief Creative Officer von DC Entertainment.

## Leben und Arbeit
Nachdem er bis 1995 an der Michigan State University studiert hatte, ging Johns nach Los Angeles, wo er einen Job als Assistent des Regisseurs und Produzenten Richard Donner annahm. 1999 wechselte er schließlich in die Comicbranche und begann als hauptberuflicher Autor von Comicheften und Fernsehserien zu arbeiten.
Seine ersten Engagements erhielt er dabei als Autor des One-Shots Star Spangled Comics #1 und der auf diesem basierenden, leichthändig erzählten Science-Fiction-Serie Stars and S.T.R.I.P.E. (#0–14), deren Hauptfigur er seiner Schwester Courtney nachbildete, die im Juli 1996 bei einer Flugzeugexplosion (Trans-World-Airlines-Flug 800) über Long Island ums Leben gekommen war.
2000 übernahm er den Posten von David S. Goyers Co-Autoren für die Superhelden-Serie JSA (#5–77, 81), den zuvor James Dale Robinson innegehabt hatte. Im selben Jahr wurde er zum Autor der langlebigen Superhelden-Serie The Flash (#1/2 und 164–225; Secret Files #3) berufen, die er bis 2005 betreute. Es folgten Autorenjobs für Teen Titans (2003; #1/2, 1–26, 29–45 Annual, Teen Titans/Legion Special #1), Green Lantern (#1-; Secret Files), Hawkman (#1–6, 8–25; Secret Files), 52 (#1–42) und Booster Gold (2007). 2006 übernahm Johns gemeinsam mit seinem Mentor Richard Donner DCs traditionsreiche Flaggschiffserie Action Comics, die von den Abenteuern des ikonenhaften Superhelden Superman handelt (#837, 840, 844–846, 850–851, 855–858, Annual 10).
Hinzu kamen zahlreiche Autorenjobs für Miniserien wie Day of Judgement (1999; #1–4), Green Lantern: Rebirth (#1–6), Beast Boy (1999–2000; #1–4) und das „alljährliche“ DC-Gross-Crossover für 2005, Infinite Crisis (#1–7), das er gemeinsam mit Mark Waid, Grant Morrison und Greg Rucka verfasste. One-Shots aus Johns Feder sind unter anderem Flash: Iron Hights und JLA/JSA: Virtue and Vice.
Als Gastautor schrieb Johns zudem einzelne Ausgaben für zahlreiche weitere DC-Serien wie Impulse (#61), Superman/Batman (#26), Batman (#606, 607), Batman: Gotham Knights (#49; Backup-Story), Superman 1. Serie (#650–653), Superman 2. Serie (#179–180, 184–187, 189) und Superman: Man of Steel (#121, 133).
Für DCs Konkurrenten Marvel Comics schrieb Johns Ausgaben der Serie The Avengers (#57–76), sowie die Miniserien Morlocks (2002; #1–4), The Thing: Freakshow (2002; #1–4) und Vision (2002; #1–4). Für Wildstorm schrieb er die Miniserie The Possessed (2003; #1–6) und die One-Shot Eye of the Storm #1 (2003) und die Jubiläumsausgabe #25 der Serie Tom Strong (2004) und für Image #67 der Serie Witchblade. Hinzu kamen die One-Shots B.P.R.D.: Night Train #1 (2003; Dark Horse), Noble Causes: Extended Family (Image; 2003) und Tomb Raider: Scarface's Treasure (Dynamic Forces/Top Cow; 2003).
Für das Fernsehen verfasste Johns eine Folge der Serie Die Liga der Gerechten sowie – zusammen mit Goyer – die Pilotfolge der von Spike TV ausgestrahlten Serie Blade (2006). Danach arbeitete Johns für die Produzentin Lauren Shuler Donner an einem Drehbuch für eine von Warner Brothers geplante Filmadaption der Comicserie Metal Men. Seiner Tätigkeit als Drehbuchautor wurde unter anderem Anerkennung gezollt, indem man eine in der Superman-Fernsehserie Smallville auftretende fiktive Schurkenfigur nach ihm benannte.
Seit dem Jahr 2010 war er Chief Creative Officer von DC Entertainment und wurde 2016 zusätzlich zum Präsidenten des Unternehmens befördert.
Er war gemeinsam mit Jon Berg federführend an der Entwicklung des DC Extended Universe beteiligt. Im Juni 2018 trat er von seiner Position bei DC Entertainment zurück und unterschrieb einen Autoren- und Produzenten-Vertrag mit Warner Bros. und DC Entertainment. Im Anschluss gründete er das Film-, Fernseh- und Comic-Produktionsunternehmen Mad Ghost Productions.